# Grigorij Alexandrov
Grigorij Vasiljevič Alexandrov (Григо́рий Васи́льевич Алекса́ндров, původní příjmení Мормоне́нко (Mormoněnko); 23. ledna 1903 Jekatěrinburg – 16. prosince 1983 Moskva) byl prominentní sovětský filmový režisér, který byl jmenován národním umělcem SSSR v roce 1947 a hrdinou socialistické práce v roce 1973. Získal Stalinovy ceny za roky 1941 a 1950.
Zpočátku pracoval pod Sergejem Ejzenštejnem jako spolurežisér, scenárista a herec. Významným režisérem se sám stal ve 30. letech, kdy natočil Celý svět se směje a řadu dalších hudebních komedií, v nichž hrála jeho žena Ljubov Orlovova.
Ačkoli Alexandrov zůstal aktivní až do své smrti, jeho muzikály, patřící mezi první vyrobené v Sovětském svazu, zůstávají jeho nejoblíbenějšími filmy. Soupeří s filmy Ivana Pyrjeva jako nejúčinnější a nejveselejší podívané, které kdy vznikly ve stalinistickém Sovětském svazu.